# Austriacka Biblioteka Narodowa
Austriacka Biblioteka Narodowa (niem. Österreichische Nationalbibliothek, dawniej Hofbibliothek, ÖNB lub OeNB) – austriacka biblioteka narodowa, będąca jednocześnie główną biblioteką akademicką w kraju. 
Siedzibą biblioteki jest cesarski pałac Hofburg w Wiedniu. Od 2005 roku część zbiorów znajduje się także w Palais Mollard-Clary. Kompleks biblioteczny składa się z czterech muzeów i biblioteki, obejmując także zbiory specjalne i archiwa. Początek Austriackiej Bibliotece Narodowej dał późnośredniowieczny księgozbiór zgromadzony przez Habsburgów. Zbiory biblioteczne, określane w późniejszych czasach jako Biblioteka Trybunału (niem. Hofbibliothek), obecną nazwę uzyskały w roku 1920.
Austriacka Biblioteka Narodowa otrzymuje egzemplarz obowiązkowy wszystkich druków wydawanych w Austrii. Przechowuje również wszystkie zatwierdzone przez austriackie uczelnie dysertacje. Od lipca 2000 roku obowiązek dostarczania egzemplarza obowiązkowego został także nałożony na dokumenty elektroniczne. Biblioteka prowadzi akcje digitalizowania historycznych czasopism, które są dostępne online w Internecie w serwisie Anno: Austriacka prasa online.

## Historia

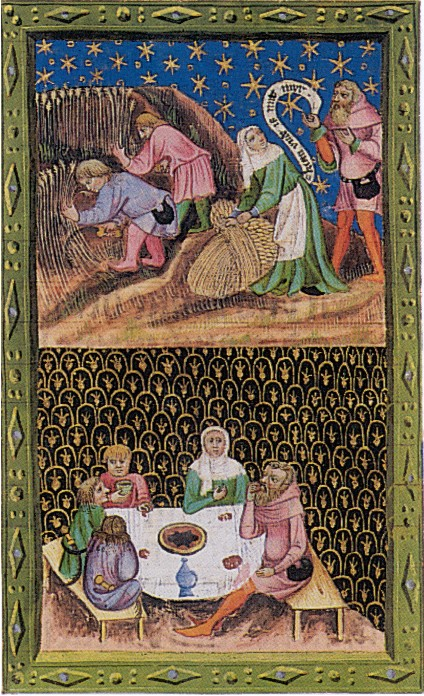
Karta z „Biblii Wacława”

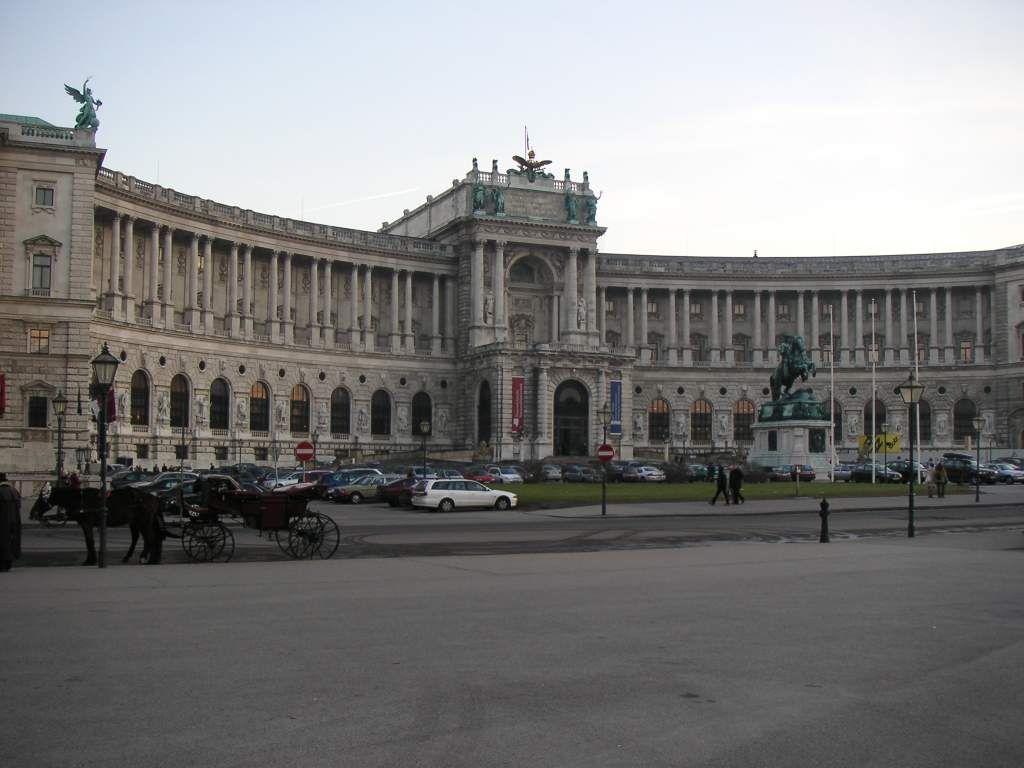
Wejście od Heldenplatz (za dnia)

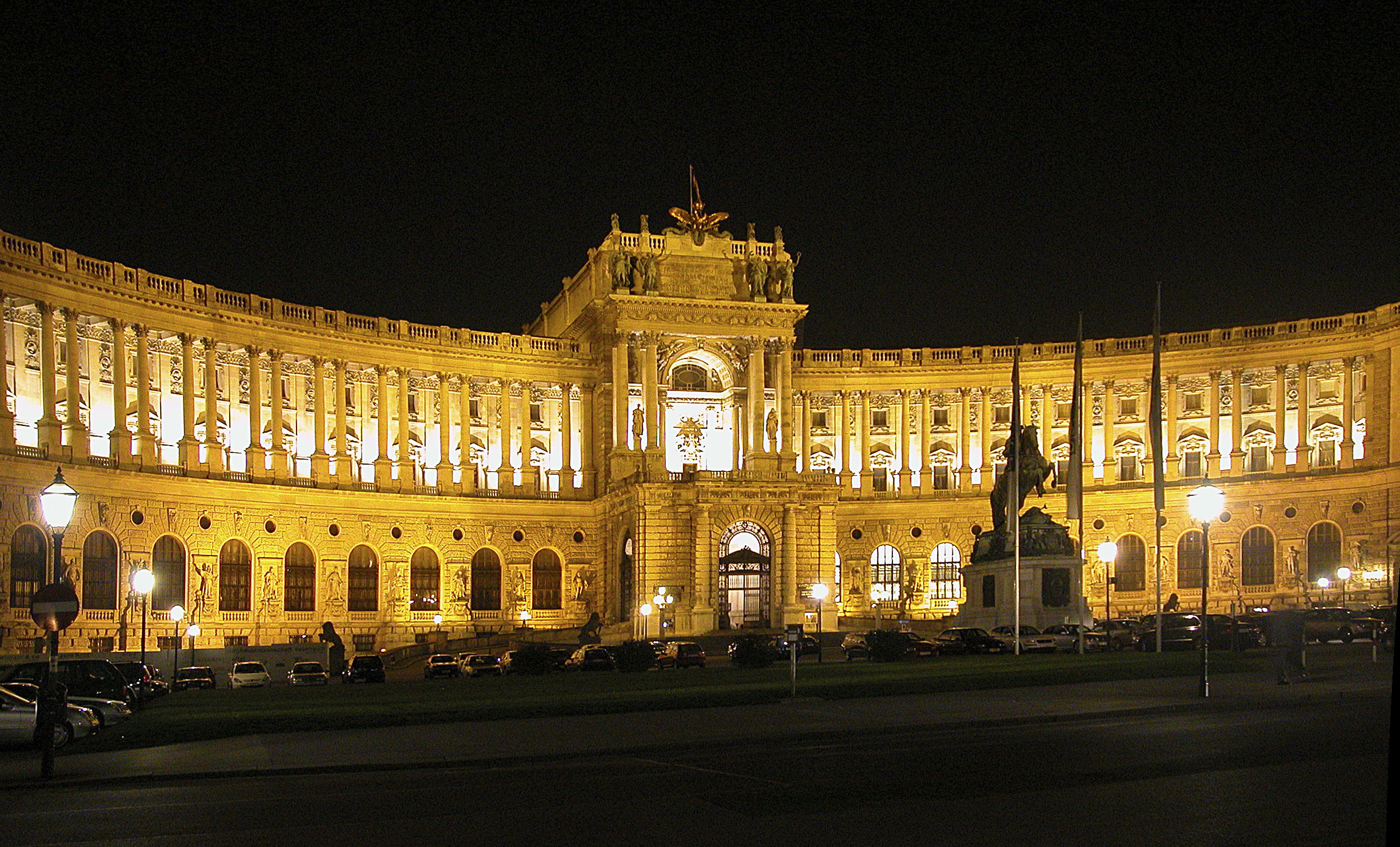
Wejście od Heldenplatz (w nocy)

### Średniowiecze
Historia Austriackiej Biblioteki Narodowej ma swój początek w powstałym w średniowieczu księgozbiorze Habsburgów. Austriacki książę Albrecht III Habsburg przeniósł księgi z wiedeńskich archiwów do biblioteki. Zainicjował on również tłumaczenie ważniejszych dzieł z łaciny na język niemiecki. Zbiory księcia Albrechta III były wówczas przechowywane w zakrystii kaplicy, znajdującej się w południowej wieży pałacu Hofburg. Książę był znawcą sztuki, wspierał Uniwersytet Wiedeński, a także założył warsztat iluminatorski. Jego własnością była najstarsza książka odnotowana w katalogu bibliotecznym – Ewangeliarz Jana z Opawy (Johannes Von Troppau) z 1368 roku. 
Fryderyk III Habsburg wziął sobie za cel połączenie swoich skarbów i dzieł sztuki. Udało mu się zgromadzić wiele cennych pozycji do swojej kolekcji, jak na przykład Biblię Wacława (Wenzelsbibel) czy też Złotą Bullę.

### Nowożytność

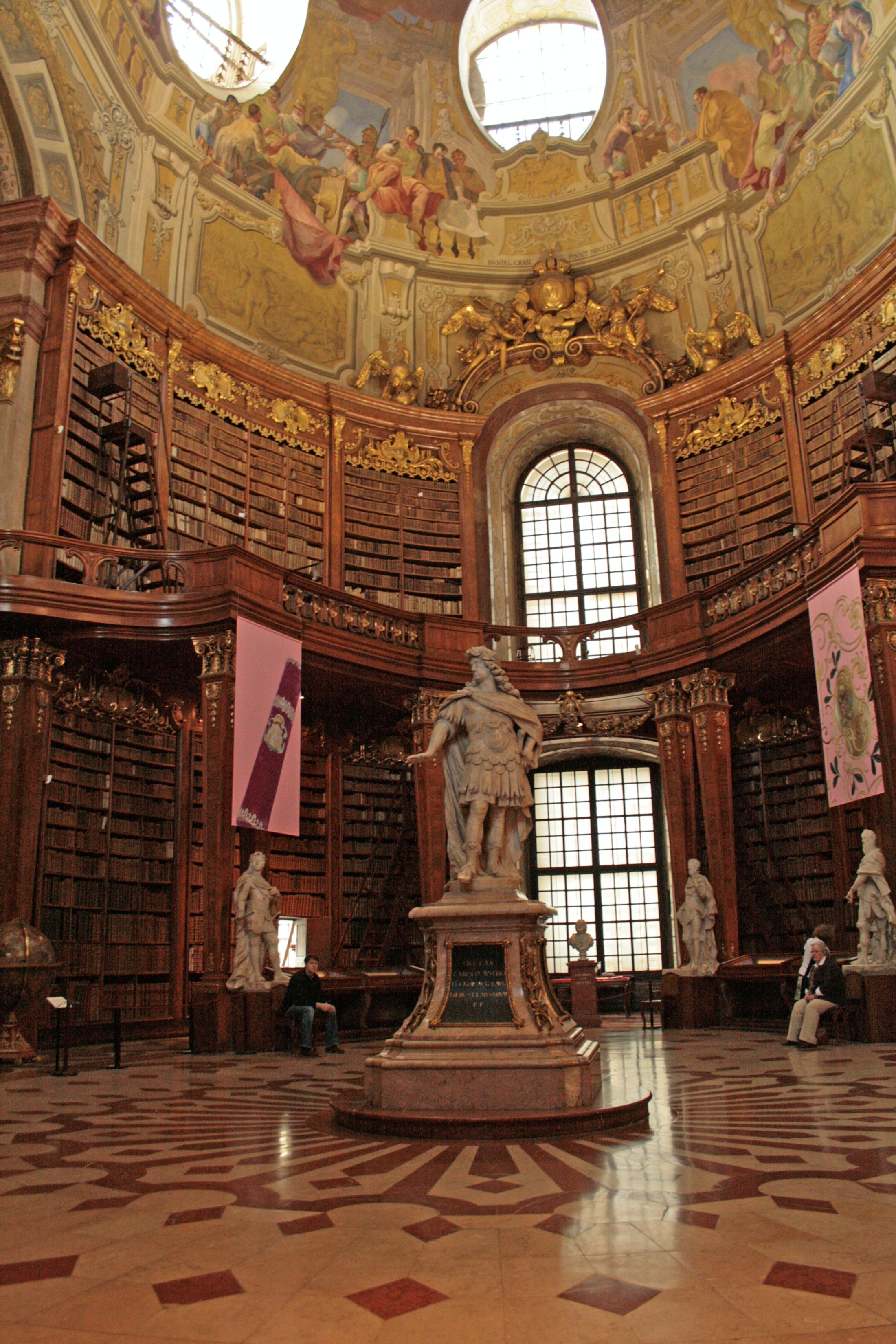
Barocker Prunksaal

Maksymilian, syn Fryderyka III, poprzez małżeństwo z Marią Burgundzką znalazł się w posiadaniu ważnych książek z Burgundii i północnej Francji i przyniósł je do Wiener Neustadt. Wśród nich były Czarne Godzinki Karola Śmiałego i Godzinki Marii Burgundzkiej. Według ówczesnej szacunkowej wartości 100 000 guldenów, książki te stanowiły jedną ósmą posagu Marii. Również druga żona Maksymiliana, Bianca Maria Sforza, wniosła w posagu między innymi książki od jednego z włoskich nakładców. 
Książki w dawnej Bibliotece Cesarskiej znajdowały się częściowo w Wiener Neustadt, częściowo w Wiedniu, a częściowo na zamku w Innsbrucku. Po śmierci Maksymiliana wszystkie książki przybyły do Innsbrucku.
W XVI wieku w Bibliotheca Regia w Wiedniu przechowywano klejnoty oraz sklasyfikowane prace naukowe. Oprócz książek, biblioteka ta zawierała także globusy i atlasy. Księgozbiór biblioteki został również rozbudowany poprzez darowizny pochodzące z prywatnych bibliotek uczonych.
Hugo Blotius, pierwszy główny bibliotekarz instytucji wyznaczony w 1575 przez cesarza Maksymiliana II, sporządził spis zbiorów biblioteki. Wykazał w nim, że biblioteka zawiera około 9000 woluminów. Odtąd wszelkie nowe dzieła w księgozbiorze były systematycznie dołączane przez następnych bibliotekarzy do katalogu. 
26 sierpnia 1624 Ferdynand II wydał ustawę o egzemplarzu obowiązkowym. Zbiory biblioteczne powiększały się w dalszym ciągu dzięki zakupom. Jednym z większych nabytków była biblioteka Filipa Eduarda Fuggera w połowie XVII wieku.
W latach 1723–1735 zbiory Biblioteki Narodowej zostały umieszczone w Hofburgu, w bibliotece sądowej Habsburgów.

## Działalność

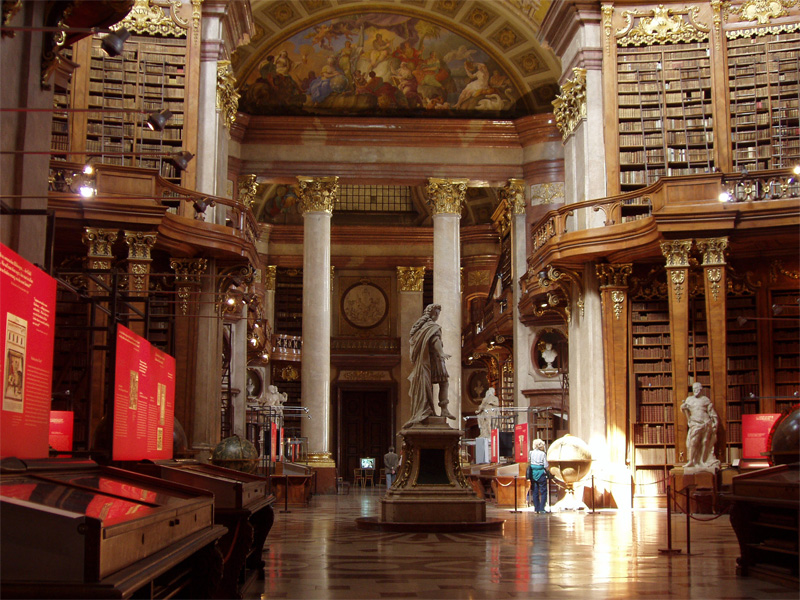
Wnętrze biblioteki

Austriacka Biblioteka Narodowa jest instytucją naukową. Jej działalność reguluje Ustawa o Muzeach Krajowych z 2002 roku (niem. Bundesmuseen-Gesetz). W tym dokumencie bibliotece nadana jest odpowiedzialność za austriacką 
tożsamość narodową oraz o zachowanie światowego dziedzictwa kulturowego.
Do zadań Austriackiej Biblioteki Narodowej należy m.in. gromadzenie i przechowywanie wszystkich publikacji, które kiedykolwiek pojawiły się lub zostały wydane w Austrii, w tym także dokumentów elektronicznych. Egzemplarz obowiązkowy obejmuje 4 kopie wszystkich drukowanych czasopism i 2 kopie pozostałych dokumentów drukowanych. Biblioteka gromadzi również Austriana - dokumenty dotyczące narodu austriackiego, austriackiej kultury oraz zagranicznych publikacji autorów pochodzenia austriackiego. 
Biblioteka gromadzi również publikacje zagraniczne. Szczególnie uwzględnia dokumenty z dziedziny humanistyki, zwłaszcza z zakresu bibliologii, bibliotekoznawstwa i usług informacyjnych.

## Zbiory
31 grudnia 2012 zbiory biblioteki liczyły 10 229 611 jednostek bibliotecznych, w tym 3,6 miliona dokumentów drukowanych, co stanowiło największy zbiór biblioteczny w Austrii. 
Zbiory zawierają: papirusy, rękopisy, inkunabuły, starożytne i rzadkie księgi, mapy, globusy, dokumenty muzyczne, portrety, fotografie, autografy.

### Zbiory starożytne
W drugiej połowie XIX wieku założono kolekcję papirusów, która stała się odtąd ważną częścią biblioteki. Kolekcja pochodzi z prywatnego zbioru arcyksięcia Rajnera, który 18 sierpnia 1899 podarował ją dla cesarza Franciszka Józefa I. Kolekcja papirusów zawiera około 180 000 jednostek pochodzących od XV wieku p.n.e. do XVI wieku n.e. Częścią kolekcji są tabliczka zapisane pismem klinowym, tablice kamienne, teksty pisane na skórze, płótnie, kościach, złocie, srebrze i brązie. 

### Zbiory na Liście Pamięci Świata
W bibliotece znajduje się największa na świecie kolekcja papirusów. Została ona wpisana w 2001 roku do Pamięci Świata UNESCO. Na liście tej znajdują się następujące obiekty ze zbiorów Austriackiej Biblioteki Narodowej:
| Ilustracja | Opis | Data wpisania na listę |
| ---------- | --- | ---------------------- |
|            | Dioskuryd wiedeński, pochodząca z VI wieku kopia dzieła Pedaniosa Dioskurydesa De Materia Medica | 1997                   |
|            | kolekcja papirusów arcyksięcia Rajnera, obejmująca ok. 180000 obiektów (papirusów, pergaminów, tabliczek drewnianych, ostraków, tkanin) z okresu od XV w. p.n.e. do XVI wieku n.e., z tekstami w językach: egipskim (w zapisie hieroglificznym, hieratycznym i demotycznym), koptyjskim, greckim, łacińskim, hebrajskim, aramejskim, syryjskim, pahlawi i arabskim. | 2001                   |
|            | Atlas Blaeu-Van der Hem | 2003                   |
|            | kolekcja Bibliotheca Corviniana – wpis wraz z Francją, Niemcami, Belgią, Węgrami i Włochami | 2005                   |
|            | Psałterz moguncki | 2011                   |
|            | Spuścizna Arnolda Schönberga | 2011                   |
|            | Złota Bulla Karola IV – siedem oryginałów i kopia Wacława IV Luksemburskiego – wpis wraz z Niemcami | 2013                   |

### Zbiory kartograficzne
Kolekcja zbiorów kartograficznych została założona w 1905. Najstarsze mapy w kolekcji pochodzą z XVI wieku. W kolekcji map znajduje się XVII-wieczny 50-tomowy atlas autorstwa Blaeu-Van der Hem, zawierający ponad 2400 map i ilustracji. W 2003 wpisany został przez UNESCO na listę Pamięci Świata. Częścią zbiorów jest Muzeum Globusów, zawierające 380 globusów, z których najstarsze pochodzą z XVI wieku. Zostało ono założone w 1956 roku. Najważniejsza część muzeum gromadzi globusy sprzed roku 1950.